# The Romans
The Romans (Los romanos) es el cuarto serial de la segunda temporada de la serie británica de ciencia ficción Doctor Who, emitido originalmente en cuatro episodios semanales del 16 de enero al 6 de febrero de 1965. La historia tiene lugar durante la era del Imperio Romano, en el gobierno de Nerón.

## Argumento
La TARDIS está atascada en el fondo de un barranco, y la tripulación se ha instalado en una villa romana deshabitada. El Doctor se dirige a Roma junto a Vicki, mientras que Ian y Barbara acaban siendo secuestrados y vendidos como esclavos. Mientras tanto, el Doctor, por el camino, es confundido con un tal Pettulian, cuyo cadáver habían encontrado unas millas atrás. Cuando una vez en Roma intentan asesinarle de nuevo, decide mantener el engaño y seguir haciéndose pasar por Pettulian para averiguar lo que está sucediendo. Mientras, Barbara es vendida por 10.000 sestercios en una subasta a un hombre llamado Tavius, cercano al emperador romano, para ser dama de compañía de la emperatriz Poppaea Sabina, segunda esposa de Nerón, siéndole advertido de que la tratarán bien, pero la matarán si intenta escapar. Mientras tanto, Ian ha sido enviado como galeote a un barco en el Mediterráneo que sufre un naufragio. Llega a la costa cercana junto a otro galeote superviviente, Delos. Deciden ir a Roma en busca de Barbara, pero son capturados para convertirse en gladiadores. Mientras, el Doctor y Vicki deben sobrevivir como puedan las intrigas de la corte de Nerón, Ian y Barbara deberán encontrar la forma de escapar de la esclavitud y regresar a la TARDIS.

### Continuidad
Los sucesos de este serial parecen tener lugar entre mediados de junio y el 18 de julio del año 64 d. C.
Cuando el Décimo Doctor y Donna Noble vuelven a la antigua Roma en Los fuegos de Pompeya, Donna le pregunta al Doctor si ha estado allí antes, a lo que responde "Hace una eternidad. Antes de que preguntes, no tuve nada que ver con ese incendio. Bueno, quizá un poquito". Esto es una referencia a que el Primer Doctor accidentalmente le dio a Nerón la idea de quemar Roma hasta los cimientos para reconstruirla de acuerdo a sus planes.

## Producción
| Episodio               | Fecha de emisión     | Duración | Espectadores en millones | Estado en el archivo |
| ---------------------- | -------------------- | -------- | ------------------------ | -------------------- |
| The Slave Traders      | 16 de enero de 1965  | 24:14    | 13,0                     | Película de 16mm     |
| All Roads Lead to Rome | 23 de enero de 1965  | 23:14    | 11,5                     | Película de 16mm     |
| Conspiracy             | 30 de enero de 1965  | 26:18    | 10,0                     | Película de 16mm     |
| Inferno                | 6 de febrero de 1965 | 23:09    | 12,0                     | Película de 16mm     |
| [ 1 ] [ 2 ] [ 3 ]      |                      |          |                          |                      |

La historia es notable por su uso del humor. En el episodio 3, la subtrama sobre Nerón, el Doctor y Vicki se interpreta como una farsa, con el Doctor y Vicki casi cruzándose varias veces con Barbara en sus merodeos por el palacio, y dándole accidentalmente a Nerón la idea de incendiar Roma. Un intento de envenenar a Barbara es interpretado cómicamente, culminando en Nerón dándole intencionadamente el vino envenenado a un esclavo molesto. Como contraste, la subtrama sobre Barbara e Ian se interpretó seriamente, con muchos elementos oscuros. Su argumento enfatiza la brutalidad de la esclavitud romana y los combates de gladiadores.